# Limeil-Brévannes
Limeil-Brévannes ist eine französische Gemeinde mit 27.806 Einwohnern (Stand: 1. Januar 2022) im Département Val-de-Marne in der Region Île-de-France; sie liegt im Arrondissement Nogent-sur-Marne und gehört zum Kanton Villeneuve-Saint-Georges. Die Einwohner werden Brévannais genannt.

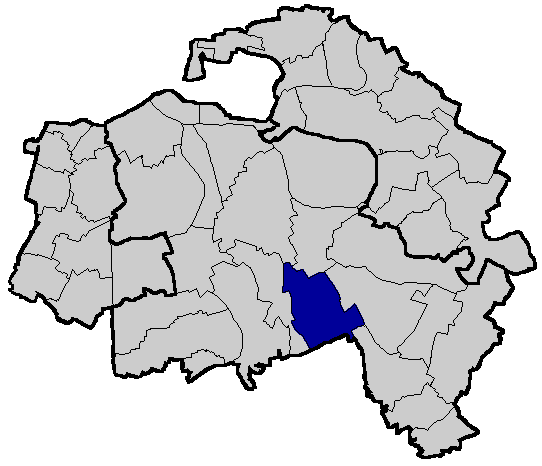
Lage von Limeil-Brévannes im Département Val-de-Marne

## Geschichte
Die Gemeinden Limeil und Brévannes wurden in Jahren der Revolution um 1789 vereinigt. 
1860 konnte eine gallorömische Siedlung im Gemeindegebiet nachgewiesen werden. 
Die Martinskirche ruht auf Fundamenten des 13. Jahrhunderts. 

## Bevölkerungsentwicklung
- 1793: 00 295
- 1821: 00 394
- 1851: 00 321
- 1881: 00 612
- 1911: 03.504
- 1936: 05.865
- 1946: 06.717
- 1962: 08.377
- 1968: 11.456
- 1975: 16.496
- 1982: 16.566
- 1990: 16.070
- 1999: 17.529
- 2006: 18.957
- 2011: 20.633

ab 1962 nur Einwohner mit Erstwohnsitz

## Sehenswürdigkeiten
Siehe: Liste der Monuments historiques in Limeil-Brévannes
- Château de Brévannes
- Hôpital Émile-Roux

## Persönlichkeiten
- René Alexandre (1885–1946), Schauspieler